# Fundaș (fotbal)

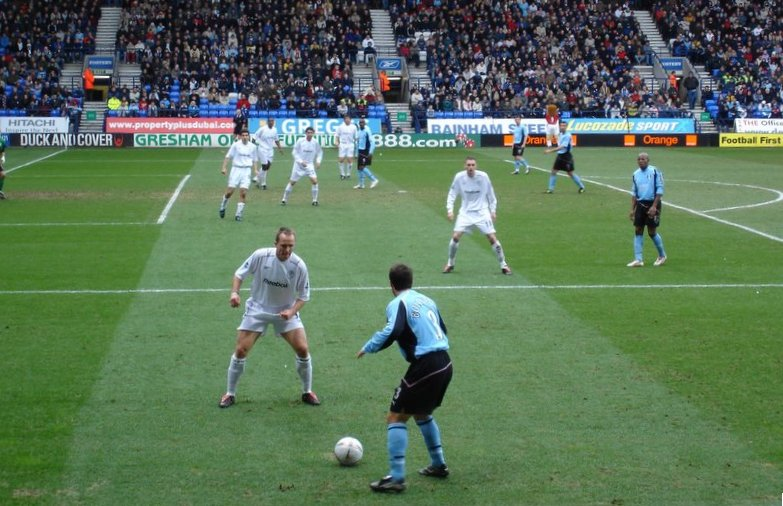
Fundașul (în alb) încercând să oprească incursiunea jucătorului advers

În fotbal, fundașul este jucătorul care se poziționează în spatele mijlocașilor și care trebuie să ajute portarul. Sarcina sa principală este să oprească echipa adversă să înscrie. Rolul lor este de a lua mingea echipei adverse, cel mai des când atacanții echipei adverse preiau mingea și sprintează spre poartă.

## Istoric
Apariția postului de fundaș în mecanismul unei echipe se datorează scoțienilor, care, în jurul anului 1863, au retras din numărul celor 10 înaintași doi jucători, plasați unul în spatele celuilalt, în fața portarului. Apoi, tot scoțienii au decis în anul 1872 așezarea celor doi jucători din fața portarului pe aceeași linie, lateral, formând compartimentul defensiv.
Din 1925, numărul fundașilor se mărește la trei, apărând poziția de stoper, fundașul din centru, ceilalți doi devenind fundași la marcaj.
În fine, începând din anul 1952 apare în linia de fund perechea stoperului, al patrulea fundaș, cei doi preluând rolul de marcaj, în timp ce ceilalți doi fundași sunt împinși pe laturi și devin fundași laterali.
În anii '70 a apărut și un al cincilea fundaș, pe poziție centrală, denumit și libero, în cadrul apărărilor „beton”.

## Fundașul central
Rolul principal al acestuia este de a-i opri pe jucătorii adverși, mai ales pe atacanți, să marcheze goluri. În faza ofensivă, fundașul central este jucătorul de la care pornește atacul propriei echipe. În fotbalul modern, fundașii centrali urcă des în treimea adversă, mai ales la fazele fixe, pentru a relua mingea prin lovituri de cap, una dintre calitățile necesare unui bun apărător central.
Fundașul central are ca responsabilități marcajul (împiedicarea adversarului să preia balonul), deposedarea, intercepția.
Pentru acestea, un fundaș central are nevoie de o înălțime bună care să-i permită sărituri la cap și forță pentru contactele unu-contra-unu cu adversarii sau pentru degajările puternice.

## Fundașul lateral
În fotbalul anilor '60, fundașul lateral avea rol de blocare a centrărilor venite de pe flancurile terenului, din partea extremelor adverse, dar și de a suplini absența fundașilor centrali.
În fotbalul modern, fundașii laterali joacă un rol important în ofensivă, pe lateralele terenului unde ajută la construcția jocului sau la centrări. Din acest motiv, această poziție cere multă rezistență fizică din partea jucătorilor, fiind nevoie de sprinturi pe întreaga latură a terenului.